# حصار إيقونية (1069)
كان حصار إيقونية (باليونانية: Μάχη του Ικονίου، بالتركية: Konya Muharebesi) محاولة فاشلة من قِبل الدولة السلجوقية التركية للاستيلاء على مدينة إيقونية البيزنطية، قونية حاليًا. بعد نهب آني و‌قيصرية في عامي 1063 و1067 على التوالي (تشير بعض المصادر إلى أنه في وقت مبكر من عام 1064)، كان الجيش البيزنطي في الشرق في حالة سيئة للغاية لمقاومة تقدم الأتراك. لولا جهود الإمبراطور رومانوس الرابع ديوجينيس، لكانت الإمبراطورية البيزنطية قد عانت من كارثة «ملاذكرد» عاجلاً. من سوريا، أدى هجوم مضاد ناجح إلى عودة الأتراك. بعد صد الهجوم على إيقونية، أطلق رومانوس الرابع حملته الثانية. قوبلت الحملات الأخرى ببعض النجاح من قِبل رومانوس، على الرغم من الطبيعة السيئة لجيشه الذي كان سيئ القيادة منذ وفاة باسيل الثاني.
كان الانتصار فترة راحة قصيرة - في وقت ما بعد معركة ملاذكرد، في خضم الصراع الأهلي، سقطت إيقونية في أيدي الأتراك. شهدت المدينة عودة قصيرة إلى العالم المسيحي خلال الحملة الصليبية الأولى، ربما تحت الحكم البيزنطي، لكن الأتراك هاجموا الهجوم المضاد في الحملة الصليبية عام 1101 وكانت إيقونية تشكل عاصمة أخطر معارضي بيزنطة. في 18 مايو 1190، استعادت قوات فريدرش الأول، الإمبراطور الروماني المقدس، إيقونية للمسيحية لفترة وجيزة في معركة إيقونية خلال الحملة الصليبية الثالثة.